# Saab 900 Talladega
La Saab 900 Talladega est une automobile suédoise. C'est une série limitée de la Saab 900 NG, qui porte le nom d'un anneau de vitesse situé à Talladega en Alabama aux États-Unis.
C'est sur ce circuit que Saab décida d'effectuer des essais d'un genre nouveau pour la marque. En 1986, la Saab 9000 effectua un test de durabilité et d'endurance sur le "Superspeedway" de Talladega : elle parcourut 100 000 km sans aucun arrêt, sauf ceux nécessaires au ravitaillement en carburant et en huile, et bien sûr au changement de pilote. Deux records du monde furent pulvérisés et 21 records internationaux furent établis. Un peu plus tard en 1996, la Saab 900 NG effectua le même test, en roulant à pleine vitesse pendant 8 jours, 24h/24h, en parcourant 40 000 km à la vitesse moyenne de 226,45 km/h. Ces essais furent tous effectués avec des modèles de série.